# Pachysomoides vespicola
Pachysomoides vespicola är en stekelart som först beskrevs av Carlos Schrottky 1907.  Pachysomoides vespicola ingår i släktet Pachysomoides och familjen brokparasitsteklar. Inga underarter finns listade i Catalogue of Life.